# محمد صالح السادة
محمد صالح عبد الله السادة هو سياسي قطري. عُين وزير للطاقة والصناعة في مجلس الوزراء القطري سنة 2011

## التعليم
تخرج محمد من جامعة قطر حاصلا على درجة البكالوريوس في العلوم البحرية والجيولوجيا. كما أنه حاصل على درجة الدكتوراه من معهد جامعة مانشستر للعلوم والتكنولوجيا.

## المسيرة المهنية
شغل محمد منصب المدير الفني لشركة قطر للبترول. في الفترة من 2006 إلى 2011 شغل منصب المدير الإداري لشركة راس غاز للغاز الطبيعي المسال. يشغل أيضا منصب نائب رئيس مجلس إدارة الشركة القطرية للكيماويات وشركة قطر ستيل ورئيس مجلس إدارة شركة قطر للمعادن المعدنية. عمل كعضو في لجنة إعداد الدستور الدائم لدولة قطر والمجلس الأعلى للتعليم واللجنة الوطنية لحقوق الإنسان.
في أبريل 2007 تم تعيين محمد وزيرا للدولة للطاقة والصناعة. في 18 يناير 2011 حل محل عبد الله بن حمد العطية في منصب وزير الصناعة والطاقة. في 24 فبراير 2011 أصبح رئيس مجلس إدارة راس غاز. ظل محمد من دون تغيير في التعديل الوزاري في يونيو 2013 الذي شهد تغيير رئيس الوزراء. لذلك فهو جزء من مجلس الوزراء برئاسة رئيس الوزراء عبد الله بن ناصر بن خليفة آل ثاني.

## الحياة الشخصية
محمد متزوج ولديه ابنتان وثلاثة أبناء.